# Biskupi suboticcy
Biskupi suboticcy – biskupi diecezjalni administratury apostolskiej jugosłowiańskiej Baczki, a od 1968 diecezji subotickiej.

## Biskupi

### Biskupi diecezjalni
| Lata urzędowania | Biskup | Biskup            | Uwagi |
| ---------------- | ------ | ----------------- | --- |
|                  |        | Lajčo Budanović   | administrator apostolski jugosłowiańskiej Baczki w latach 1923–1958                                      |
| 1968–1989        |        | Matija Zvekanović | administrator apostolski jugosłowiańskiej Baczki w latach 1958–1968, od 1968 biskup diecezjalny Suboticy |
| 1989–2020        |        | János Pénzes      | |
| 2020–2022        |        | Slavko Večerin    | |
| od 2023          |        | Ferenc Fazekas    | |